# Kanchugaranahalli, Channagiri
Kanchugaranahalli là một làng thuộc tehsil Channagiri, huyện Davanagere, bang Karnataka, Ấn Độ.